# 江口正尊
江口 正尊（えぐち まさたか、1948年 - 2021年4月6日）は、日本の仏教学者。北海道医療大学名誉教授。専門は、医療倫理学、死生学、宗教学。

## 来歴
1972年駒澤大学仏教学部仏教学科卒業。1974年同大学大学院人文科学研究科仏教学専攻修士課程修了。1977年同博士課程単位取得満期退学。
1978年北海道医療大学教養部講師。東日本学園大学基礎教育部教授を経て、大学名改称により1993年から北海道医療大学歯学部教授
。のち退職し名誉教授。客員教授を歴任。北海道医療大学退職後は、引き続き青森県内で大学教育に従事。八戸市内で逝去した。
著書に「黄檗山と范道生:万福寺の仏たち」など。

## 受賞
- 1986年 佐和隆研博士学術研究奨励賞
- 1998年 東京黄檗文化研究所優秀賞
- 1999年 鹿島美術財団賞
- 2001年 黄檗山萬福寺黄檗文化研究所補助金

## 著書
- 「国立国会図書館」を参照

### 論文
- CiNii>江口正尊